# Лиъм Купър
Лиъм Дейвид Иън Купър (на английски: Liam David Ian Cooper; роден на 30 август 1991 г.) е шотландски професионален футболист, който играе като централен защитник за шотландския национален отбор.

## Кариера
Юноша на Хъл Сити от 2002 г, играе като централен защитник. В началото на 2012 г. печели купата на Младежката асоциация след като вкарва гол, а след това е и изгонен при победата на финала с 3:0 над Колчестър. През сезон 2007/08 е интегриран в първия състав, но не успява да запише дебют за тима. Такъв ще направи на 26 август 2008 г. при победата с 2:1 след продължения над Суонзи Сити за купа на Лигата. През сезон 2008/09 записва само 1 мач, през сезон 2009/10 играе в 4 мача, а през сезон 2010/11 записва още 3 мача. В периода от 10 януари до 6 април 2011 г. играе под наем в Карлайл Юнайтед. Изиграва 7 мача и вкарва 1 гол за тима през сезон 2010/11. Следва нов наем в Хъдърсфийлд Таун от 8 юли до 1 декември 2011 г, като записва 7 мача. Завръща се в тима на Хъл Сити като през сезон 2010/11 записва 9 мача, с което ще закръгли статистиката си на 17 мача. На 1 ноември 2012 г. подписва с Честърфийлд. Дебютира за тима на 3 ноември 2012 г. при победата с 6:1 над Хартлипул Юнайтед, а първият си гол за тима бележи на 16 ноември 2012 г. при победата с 2:1 над Оксфорд Юнайтед. В първия си сезон 2012/13 има 31 мача и 3 гола, през сезон 2013/14 играе в 48 мача и 3 гола, а през сезон 2014/15 добавя 1 мач – общо 80 мача и 6 гола. Вторият му сезон в отбора е запомнящ се след като тимът стига до финал за Трофея на Футболната лига и печели Втора лига на Англия, като Купър е включен в отбора на сезона на футболистите. Това негово представяне му води трансфер в Лийдс Юнайтед на 13 август 2014 г. Дебютира за състава на 16 август 2014 г. при победата с 1:0 над Мидълзбро, като още в първия си сезон е направен капитан на отбора. През сезон 2014/15 записва 31 мача и 1 гол за тима, сезон 2015/16 има 41 мача и 1 гол, сезон 2016/17 играе в 18 мача, през сезон 2017/18 има 32 мача и 1 гол, сезон 2018/19 има 38 мача и 3 гола, сезон 2019/20 играе в 38 мача и 2 гола, през сезон 2020/21 участва в 26 мача и 1 гол, сезон 2021/22 има 21 мача, сезон 2022/23 играе в 19 мача и 1 гол, а през сезон 2023/24 добавя нови 19 мача и 1 гол, с което ще натрупа феноменалните 284 мача и 11 гола за тима. През сезон 2018/19 влиза в идеалния състав на Трета лига на Англия, в идеалния състав на футболистите и в идеалиния състав на Асоциацията. През 2019/20 печели Чемпиъншип (Второто ниво в Англия) с тима. През 2019/20 влиза в идеалния състав на Асоциацията. В началото на юли 2024 г. напуска отбора. 
На 12 септември 2024 г. Купър подписва с ЦСКА София. Още в третия му мач за отбора му е поверена капитанската лента, но той не успява да намери най-добрата си форма и представянето му е неравномерно, съпроводено с редица грешки. По тази причина след втория кръг на сезон 2025/2026 се стига до раздяла по взаимно съгласие между него и клуба, като за престоя си Купър записва участие в 27 мача във всички турнири и бележи 1 гол.

## Национален отбор
Роден в Англия, избира да защитава цветовете на Шотландия, заради баща си. През 2008 г. изиграва 5 мача за националния отбор на Шотландия до 17 години. През 2009 г. добавя 1 мач за формацията на Шотландия до 19 години. Получава първа повиквателна за Шотландия за мача на 10 март 2016 г. в мач срещу Дания, но не влиза в игра. Дебютира за Шотландия на 6 септември 2019 г. при загубата с 2:1 от Русия. Има общо 19 мача за страната си.